# Rodriguezia carnea
Rodriguezia carnea är en orkidéart som beskrevs av John Lindley. Rodriguezia carnea ingår i släktet Rodriguezia och familjen orkidéer. Inga underarter finns listade i Catalogue of Life.